# Persicaria longiseta
Persicaria longiseta là một loài thực vật có hoa trong họ Rau răm. Loài này được (Bruijn) Kitag. miêu tả khoa học đầu tiên năm 1937.